# Bostall Heath and Woods
Bostall Heath and Woods est une zone de 159 hectares de bois comprenant des zones de landes située dans le Borough royal de Greenwich, dans le quartier d'Abbey Wood. La zone au sud de l'A206  est Bostall Woods et au nord Bostall Heath. Le bois appartient et est entretenu par le Royal Borough of Greenwich, à l’exception de Cooperative Woods, situé dans le coin nord-est du site et appartenant à la Royal Arsenal Co-operative Society.

## Installations sportives et récréatives
Sur Bostall Heath, on trouve un terrain de boules, des filets de cricket et des installations de football occasionnelles. Il fait partie du réseau Green Chain Walk.

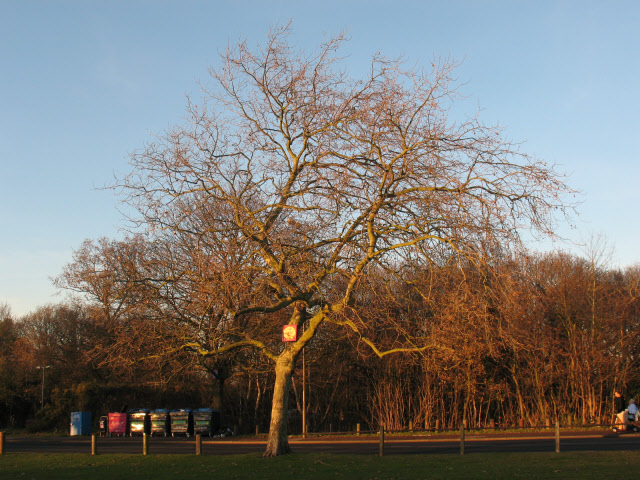
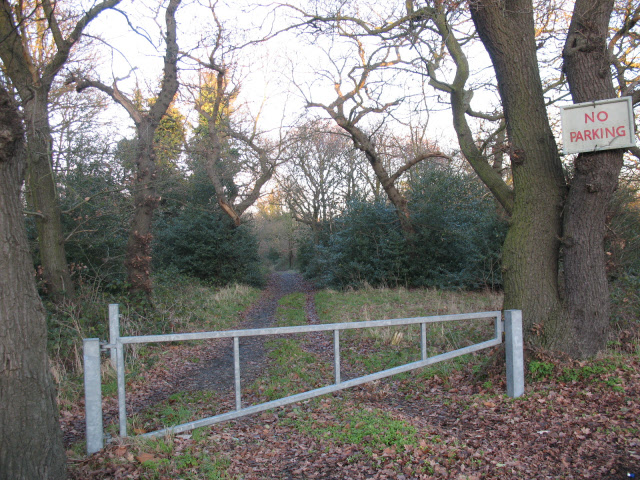
Green Chain Walk
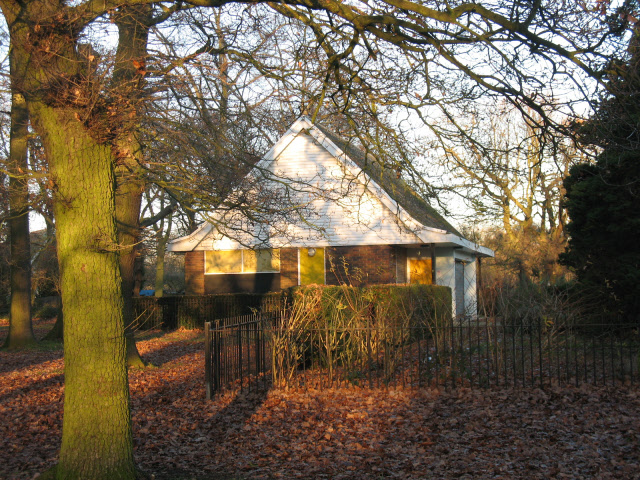
Bowling clubhouse

## Accès
Bostall Heath and Woods est situé dans une zone essentiellement résidentielle et est accessible au public à tout moment. Il existe également des liaisons de transport en commun. La gare la plus proche est la gare Abbey Wood, et de nombreuses lignes de bus la desservent.